# Constante de Erdős–Borwein
La Constante Erdős–Borwein es la suma del recíproco de los números de Mersenne. Se le llamó así en referencia a Paul Erdős y Peter Borwein.
Se define como:
{\displaystyle E=\sum _{n=1}^{\infty }{\frac {1}{2^{n}-1}}\approx 1,606695152415291763\dots }
Se puede demostrar que las siguientes formas son equivalentes a la anterior:
{\displaystyle E=\sum _{n=1}^{\infty }{\frac {1}{2^{n^{2}}}}{\frac {2^{n}+1}{2^{n}-1}}}
{\displaystyle E=\sum _{m=1}^{\infty }\sum _{n=1}^{\infty }{\frac {1}{2^{mn}}}}
{\displaystyle E=1+\sum _{n=1}^{\infty }{\frac {1}{2^{n}(2^{n}-1)}}}
{\displaystyle E=\sum _{n=1}^{\infty }{\frac {\sigma _{0}(n)}{2^{n}}}}
Donde σ0(n) = d(n) es la función divisor, una función multiplicativa que equivale al número de divisores positivos del número n. Para probar la equivalencia de estas sumas, note que todas toman la forma de la Serie de Lambert y puede ser resumida como tal.
Erdős probó en 1948 que la constante E es un número irracional.